# Крамажево (Підляське воєводство)
Крамажево (пол. Kramarzewo) — село в Польщі, у гміні Радзілув Ґраєвського повіту Підляського воєводства.
Населення — 69 осіб (2011).
У 1975-1998 роках село належало до Ломжинського воєводства.

## Демографія
Демографічна структура станом на 31 березня 2011 року:
|          | Загалом | Допрацездатний вік | Працездатний вік | Постпрацездатний вік |
| -------- | ------- | ------------------ | ---------------- | -------------------- |
| Чоловіки | 34      | 7                  | 23               | 4                    |
| Жінки    | 35      | 8                  | 20               | 7                    |
| Разом    | 69      | 15                 | 43               | 11                   |